# McAllen-Hidalgo-Reynosa International Bridge
Il McAllen-Hidalgo-Reynosa International Bridge è un ponte stradale completato nel 1926, che attraversa il Rio Grande tra lo stato del Tamaulipas nel nord-est del Messico e lo stato del Texas nel sud-ovest degli Stati Uniti.

## Itinerario
L'Hidalgo Texas Port of Entry è associato al ponte che collega le città di Hidalgo e McAllen nel Texas alla città di Reynosa nel Tamaulipas.
Il ponte stradale ha due campate, a nord e a sud, di quattro corsie ciascuna. 

### Giurisdizioni
La parte statunitense del ponte si trova all'interno di Hidalgo, ma è gestita dalla grande città di McAllen a nord. È una delle più grandi operazioni intraprese da McAllen fino ad oggi.
Attraversare il ponte verso nord in Texas può richiedere fino a 1-2 ore all'Hidalgo Texas Port of Entry, poiché gli agenti di confine degli Stati Uniti fermano tutti i veicoli e le linee possono essere molto lunghe. Recentemente è stata designata una rete elettronica sicura per la corsia di ispezione rapida dei viaggiatori (SENTRI), che con una quota annuale aggiuntiva riduce il tempo di ingresso negli Stati Uniti dal Messico.
Attraversare il ponte a sud nel Tamaulipas è generalmente più veloce, in quanto gli agenti del confine messicano di solito controllano pochi veicoli in arrivo.
Dal 1996, tutti i camion in direzione nord devono utilizzare il Pharr-Reynosa International Bridge per entrare negli Stati Uniti.